# Eudonia pallida
Eudonia pallida là một loài bướm đêm thuộc họ Crambidae. Nó được tìm thấy ở hầu hết châu Âu
Sải cánh dài khoảng 18 mm. Con trưởng thành bay vào tháng 4 đến cuối tháng 9 làm một đợt per year.
Ấu trùng ăn mosses and lichens at ground level. It has been reared from larvae found amongst the moss Calliergonella cuspidata.

## Hình ảnh

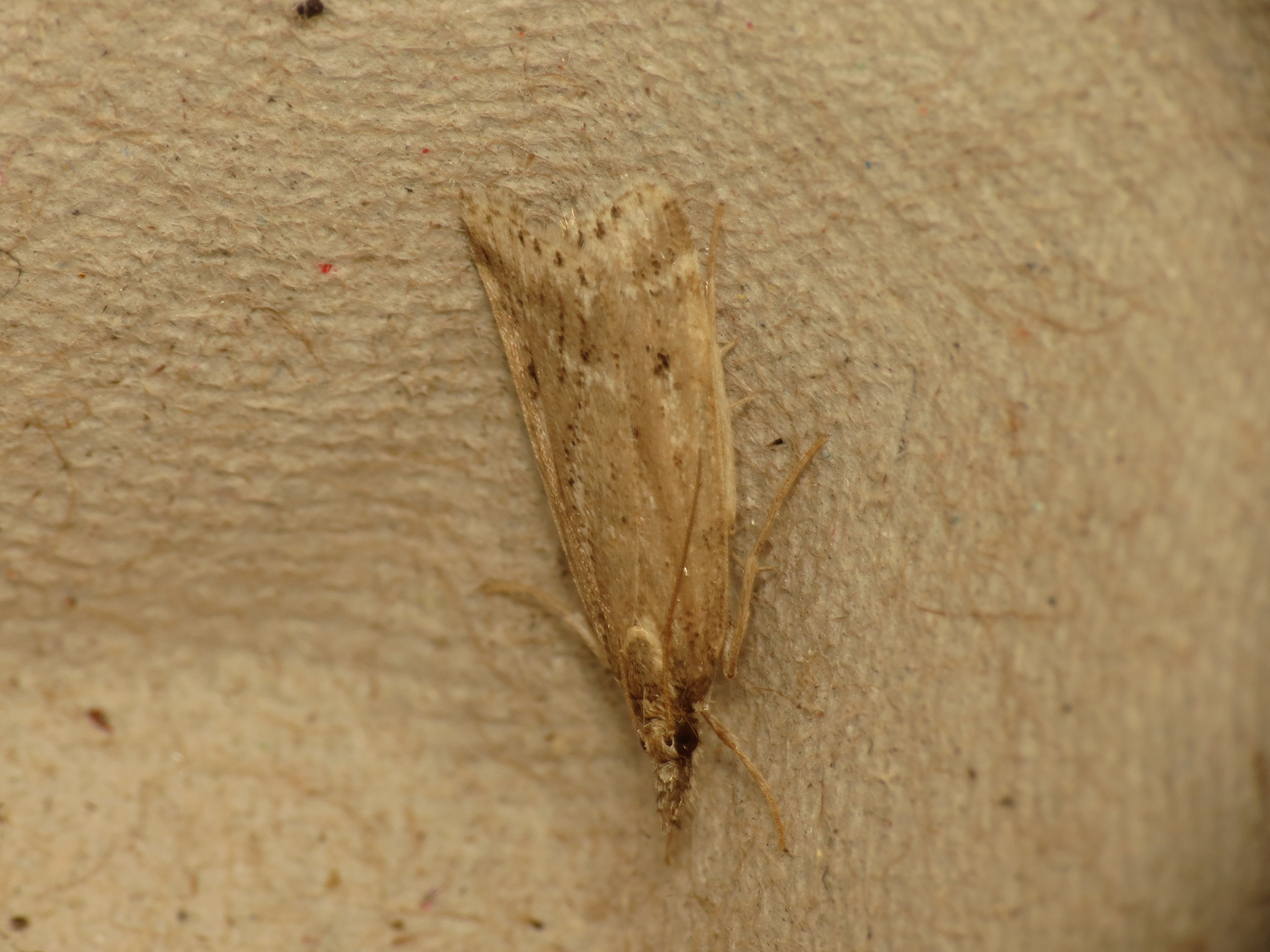